# Kuskokwimbaai
De Kuskokwimbaai (Engels: Kuskokwim Bay) is een bijna 100 km lange baai van de Beringzee in het zuidwesten van Alaska, ten zuiden van de Yukon-Kuskokwim-Delta.
De Kuskokwim-rivier mondt er vanuit het noorden in uit.
De baai wordt begrensd door Cape Avinof in het noordwesten en Cape Newenham in het zuidoosten. De belangrijkste plaats aan de baai is Quinhagak.